# NGC 7317
NGC 7317 је елиптична галаксија у сазвежђу Пегаз која се налази на NGC листи објеката дубоког неба.
Деклинација објекта је + 33° 56' 43" а ректасцензија 22h 35m 51,9s. Привидна величина (магнитуда) објекта NGC 7317 износи 13,6 а фотографска магнитуда 14,6. NGC 7317 је још познат и под ознакама MCG 6-49-38, CGCG 514-60, VV 288, ARP 319, HCG 92E, Stephan's quintet, PGC 69256.